# سسک سرخ
سسک سرخ (نام علمی: Cardellina rubra) نام یک گونه از خانواده چرخ‌ریسکیان است.

## طبقه‌بندی

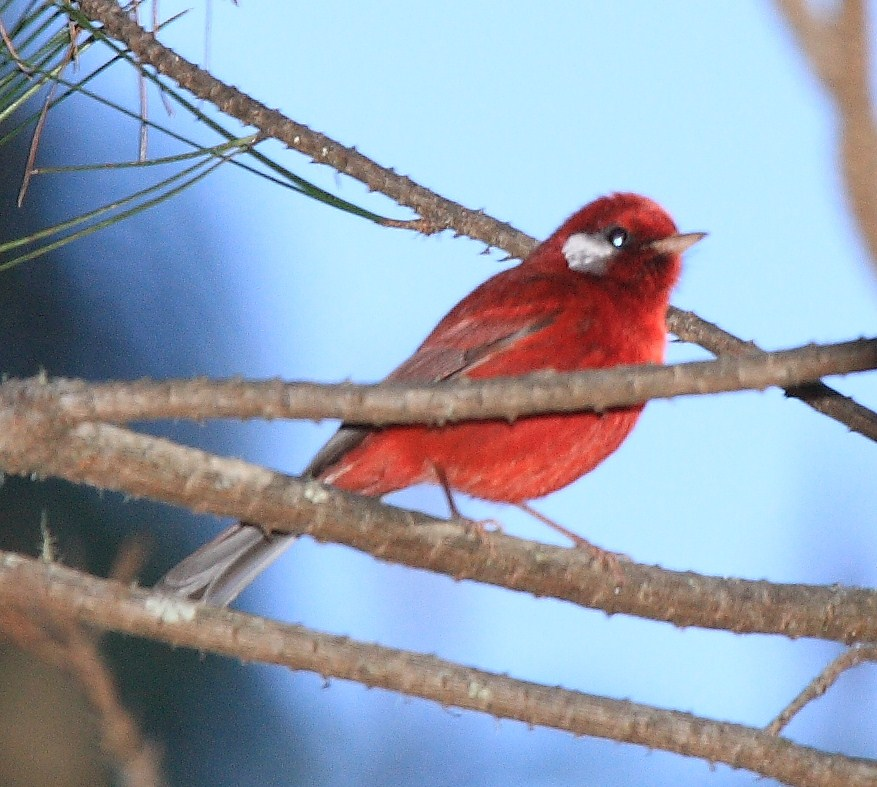
The subspecies C. r. rubra has a white,

جواهرشناس و طبیعت‌شناس انگلیسی ویلیام بولاک و پسرش بلافاصله پس از استقلال مکزیک به مکزیک سفر کردند و در سال ۱۸۲۳ شش ماه را صرف جمع‌آوری مصنوعات باستان‌شناسی و بسیاری از گونه‌های پرندگان و ماهی‌های جدید کردند. نمونه‌های پرنده برای توصیف رسمی به طبیعت‌شناس ویلیام جان سواینسون، هموطنشان داده شد، که او در سال ۱۸۲۷ این کار را انجام داد. در میان این‌ها، گیج‌ک قرمز بود که به سرده Setophaga به‌عنوان Setophaga rubra اختصاص داشت. در طول نیم قرن بعدی، مقامات دیگر آن را به کاردلینا، با خرچنگ صورت قرمز، و به گونه گسترده گیسوان گرمسیری Basileuterus، و همچنین به جنس چرچک‌های دنیای قدیم سیلویا و جنس لقمه‌های جهان قدیم منتقل کردند. در سال ۱۸۷۳، طبیعت‌شناسان انگلیسی فیلیپ لاتلی اسکلتر و اوزبرت سالوین این گونه را به جنس Ergaticus منتقل کردند، جایی که برای بیش از یک قرن باقی ماند.
خرچنگ قرمز با خرچنگ سر صورتی چیاپاس و گواتمالا یک ابرگونه تشکیل می‌دهد. علیرغم گستره‌های جدا از هم و پرهای به‌طور قابل‌توجهی متفاوت، این دو گاهی اوقات به هم مرتبط در نظر گرفته می‌شوند. برعکس، همچنین پیشنهاد شده است که خرچنگ قرمز باید به یک گونه گوش خاکستری شمالی (C. melanauris) و یک گونه گوش سفید جنوبی (C. rubra) تقسیم شود. یک مقاله جامع در سال ۲۰۱۰ توسط ایربی لاوت و همکارانش در مورد تجزیه و تحلیل DNA میتوکندریایی و هسته‌ای چرچک‌های دنیای جدید نشان داد که گیج‌ک‌های سر قرمز و صورتی نزدیک‌ترین خویشاوند یکدیگر هستند و اجداد مشترک آن‌ها از دودمانی که باعث پیدایش چهره‌های قرمز شده است، فاصله گرفته است. گیجه نویسندگان توصیه کردند گیج‌ک‌های سر قرمز و صورتی را به جنس Cardellina منتقل کنند، پیشنهادی که توسط اتحادیه بین‌المللی پرنده‌شناسان (IOC) پذیرفته شده است.